# Artefius
Artefius, o Artephius, (c. 1126) es un alquimista andalusí al que se le atribuyen algunos textos considerados como clásicos en la tradición alquímica. Las obras que se le atribuyen e incluso el propio Artefio, en tanto persona, permanecen oscuros en cuanto a sus orígenes y autoría. Se supone que sus escritos tienen un origen arábigo, por tanto, Artefius sería de origen árabe. Se le atribuyen varios libros donde destacan el Libro Secreto o Liber secretus, Ars sintrillia, Clavis sapientiae o Clavis maioris sapientiae entre otros.

## Artefius, una identidad confusa
Hay mucha oscuridad sobre la identidad de Artefius. Se cree que su nombre real era Ibn al-Hafiz, y habría nacido en Córdoba hacia 1126.
Restoro d'Arezzo en su obra Composizione del Mondo, del año 1282, afirmaba que Artefius comprendía la lengua de los pájaros. quizás por confundir a Artefius con Orfeo, ya que en árabe ambos nombres son muy similares.
Otros lo han identificado, sin muchas pruebas, con Apollonio de Tiana, Estéfanos de Alejandría, Al-Tughrai, o Ibn Umail.
También se le ha atribuido la identidad de un judeoconverso. No obstante, el descubrimiento de una copia de su obra  Clavis Sapientia, fechada entre los siglos XIII y XIV, confirmó la tesis de que el texto fue originalmente escrito en árabe por un autor musulmán.

## Obra escrita
Su obra más conocida, El libro Secreto de Artefius, fue citada por Roger Bacon en el siglo XIII. Actualmente se suelen datar sus escritos sobre el año 1150. La primera impresión de sus obras se hicieron en el siglo XVII con la publicación del Artefii clavis majoris sapientiae en París en 1609.  Algunas de sus obras están incluidas en el Volumen IV del Theatrum chemicum, una conocida compilación de textos alquimistas, impreso en 1613. Pero la edición latina de la Clavis Sapentia carece de los diagramas que si aparecen en el texto en árabe.

## Leyendas
Una tradición originada en el Renacimiento aseguraba que Artefius había nacido en el siglo I o II y murió en el siglo XII, con una edad de mil años, gracias a su descubrimiento del elixir de la juventud. En su obra El Libro Secreto el propio autor hace estas afirmaciones.